# Prunus obtusata
Prunus obtusata es una especie de planta del género Prunus, perteneciente a la familia Rosaceae.

## Taxonomía
Prunus obtusata fue descrita por Bernhard Adalbert Emil Koehne en 1911.

## Distribución
Se encuentra en el territorio de China y Taiwán.